# Kronid (Miszczenko)
Kronid, nazwisko świeckie Mychajło Miszczenko (ur. 25 sierpnia 1940 w Kuczinowce, zm. 7 września 1993) – ukraiński biskup prawosławny.
W 1967 rozpoczął naukę w seminarium duchownym w Moskwie. Trzy lata później, jako jego słuchacz, został posłusznikiem w Ławrze Troicko-Siergijewskiej. Jeszcze w tym samym roku, 10 maja 1970, złożył wieczyste śluby mnisze w tymże monasterze, przyjmując imię Kronid. 28 czerwca 1970 został wyświęcony na hierodiakona przez arcybiskupa irkuckiego i angarskiego Beniamina, zaś 12 lutego 1971 przyjął święcenia kapłańskie. W 1975 ukończył wyższe studia teologiczne w Moskiewskiej Akademii Duchownej. Do 1992 przebywał w Ławrze Troicko-Siergijewskiej.
16 września 1992 otrzymał nominację na biskupa dniepropetrowskiego i krzyworoskiego. Jego chirotonia biskupia odbyła się w cerkwi Podwyższenia Krzyża Świętego w Ławrze Peczerskiej w dniu 19 września 1992; przewodniczył jej metropolita kijowski i całej Ukrainy Włodzimierz. Rok później zmarł i został pochowany w pobliżu soboru katedralnego w Dniepropetrowsku.